# Antonio Terracciano
Antonio Terracciano (Verona, 29 novembre 1966) è un dirigente sportivo, ex calciatore e allenatore di calcio italiano, di ruolo centrocampista.

## Biografia
Suo figlio Filippo è anch'egli un calciatore.

## Carriera

### Calciatore
Cresciuto nelle giovanili del Verona, nell'ottobre 1985 viene mandato in prestito al Mantova, con cui ottiene la promozione in Serie C1 nella stagione 1985-1986. Dopo un'altra stagione con i virgiliani, nel 1987 rientra a Verona, debuttando in Serie A (il 20 settembre 1987 contro l'Avellino) e in Coppa UEFA, contro i rumeni dello Sportul Studentesc. Nella prima stagione in Serie A colleziona 11 presenze in campionato, che salgono a 15 l'anno successivo. All'inizio della stagione 1989-1990 è l'unico rinconfermato nella rosa della formazione scaligera, a causa dei problemi economici della società; nel mercato autunnale, tuttavia, scende in Serie B, acquistato dalla Triestina.
Rimane nella formazione alabardata per cinque stagioni, diventandone una bandiera con 112 presenze e vivendo la retrocessione dalla Serie B alla C1. Dopo il fallimento del 1994, in seguito al quale la Triestina riparte dal Campionato Nazionale Dilettanti, Terracciano torna in Serie C1, al Carpi, dove rimane per due stagioni. In seguito milita, sempre in Serie C1, nel Brescello (con cui raggiunge i playoff per la Serie B), nel Fiorenzuola, nella Carrarese e ancora nel Brescello, con cui sfiora nuovamente la Serie B perdendo la finale dei playoff contro il Cittadella.
Conclude la carriera tornando per una stagione nel Mantova, e quindi disputando 8 partite nel campionato 2001-2002 con la maglia della Valenzana.
Conta 30 presenze in Serie A, tutte con la maglia del Verona.

### Dirigente
Dopo il ritiro ricopre l'incarico di direttore sportivo del Castelnuovo, formazione dilettantistica veronese, e nella stagione 2009-2010 affianca questo incarico a quello di supervisore del settore giovanile dell'Hellas Verona. Nell'estate 2010 lascia l'incarico al Verona per dedicarsi interamente al Castelnuovo, promosso in Serie D; dopo la retrocessione dei veronesi non viene riconfermato nel ruolo.
Il 7 marzo 2018 il Verona gli affida il ruolo di "ambasciatore gialloblu" per gestire i rapporti con città e tifoseria per incentivare le attività benefiche della società.

## Palmarès

### Club

#### Competizioni nazionali
- Campionato italiano: 1

Hellas Verona: 1984-1985
- Coppa Italia Serie C: 1

Triestina: 1993-1994